# أولافو دي كارفالو
أولافو لويز بيمنتل دي كارفالو (29 أبريل 1947 - 24 يناير 2022) مجادل برازيلي، نصب نفسه فيلسوفًا، ومحلل سياسي، ومنجم سابق، وصحفي، ومنظر مؤامرة يميني متطرف، حائز على وسام ريو برانكو بدرجة جراند كروس. منذ عام 2005 وحتى وفاته، عاش بالقرب من ريتشموند، فيرجينيا، في الولايات المتحدة.
نشر في السياسة والأدب والفلسفة منذ ثمانينيات القرن العشرين، لكن صيته ذاع لدى الجماهير البرازيلية منذ التسعينيات فصاعدًا، فقد كتب بصورة رئيسية أعمدة لبعض وسائل الإعلام الرئيسية في البرازيل، مثل صحيفة أو غلوبو. في العقد الأول من القرن الحادي والعشرين، بدأ في استخدام المدونات الشخصية ووسائل التواصل الاجتماعي لنقل أفكاره المحافظة والمناهضة للشيوعية. في أواخر عام 2010، برز على الساحة العامة في البرازيل، فقد أُطلِق عليه لقب «الأب الفكري لليمين الجديد»، ومفكر جايير بولسونارو، لكنه رفض هذا اللقب.
بصفته مجادلًا، تعرض كارفالو لانتقادات لاستخدامه غالبًا هجمات إعلانية تشهيرية. نشرت كتبه ومقالاته نظريات المؤامرة والمعلومات الكاذبة، واتهِم بالتحريض على خطاب الكراهية ومعاداة الفكرانية. نصب نفسه منتقدًا للحداثة. شملت اهتماماته الفلسفة التاريخية وتاريخ الحركات الثورية والمدرسة التقليدية والدين المقارن. رفض بعض الفلاسفة آرائه.
توفي في عام 2022 بعد عدة أيام من ظهور نتائج اختبار إيجابية لكوفيد-19.

## سيرته مهنية
عمل كارفالو منجمًا منذ عام 1979 وحتى عام 1982، بعد أن تعلم ذلك من عالم النفس الأرجنتيني خوان ألفريدو سيزار مولر، من بين آخرين. في عام 1979، أسس مجلة (المشتري: مراجعة علم التنجيم)؛ في هذا الوقت تقريبًا، قدم نفسه في بطاقة عمله على أنه «المدير العلمي لجمعية الخصائص الفلكية البرازيلية»، ومقرها في منزله. علم النجوم هو علم زائف خاص بأولافو، «مهمته فصل اللغة الشعرية عن اللغة الرمزية، وإظهار موضوعية اللغة الفلكية».
منذ سبعينيات القرن العشرين وحتى العقد الأول من القرن الحادي والعشرين، كتب للعديد من المجلات والصحف البرازيلية، مثل برافو!، وبريميرا ليتورا، وكلوديا، وأو غلوبو، وفولها دي إس. باولو (بدءًا من فبراير 1977 بمقالة عن الناي السحري في الملحق الأدبي فولتشيم)، وإبوكا، وزيرو أورا.
في عام 2002، أسس كارفالو موقع ميديا سيم مسكرا. قدم نفسه مراقبًا لوسائل الإعلام. كان مقدم برنامج ترو أوتسبيك على بلوغ توك راديو، والذي بُث منذ عام 2006 وحتى عام 2013. اعتبارًا من عام 2019، كتب عمودًا أسبوعيًا للصحيفة البرازيلية دياريو دو كوميرسيو ودرّس الفلسفة في دورة عبر الإنترنت لأكثر من 2000 طالب. في دروسه عبر الإنترنت، غالبًا ما كان يرتدي قبعة رعاة البقر أو يدخن الغليون. يقال إنه قدم للقراء الناطقين بالبرتغالية أعمال فلاسفة محافظين مهمين في القرن العشرين، مثل إريك فوغلين. بالإضافة إلى المقالات الصحفية والعديد من المنشورات على المدونات ووسائل التواصل الاجتماعي، ألف عددًا من الكتب، العديد منها عبارة عن مجموعات من النصوص المنشورة سابقًا. تضمنت قائمة كتبه التي نشرها أحد طلابه عام 2018، 32 كتابًا.
أسس كارفالو معهد البلدان الأمريكية للفلسفة والحكومة والفكر الاجتماعي في عام 2009، وشغل منصب رئيسه. تعاون مع تيد بير، وباول غوتفريد، وجوديث ريسمان، وأليخاندرو بينيا إسكلوسا، وستيفن باسكرفيل من خلال معهد البلدان الأمريكية. أغلِق المعهد في عام 2018، ربما بسبب الشكاوى التي قدمها طلاب كارفالو السابقون إلى مجلس إدارة المعهد، من بين شكاوى أخرى، أنه لم يكمل تعليمه الثانوي مطلقًا، ولم يكن، كما ادعى ملفه الشخصي في المعهد، محاضرًا كبيرًا سابقًا في الجامعة الكاثوليكية في بارانا.
في عام 2011، أجرى كارفالو مناظرة مكتوبة عبر الإنترنت مع ألكسندر دوغين في عام 2011 حول «الولايات المتحدة الأمريكية والنظام العالمي الجديد».
في عام 2020، أُمِر كارفالو بدفع 2.8 مليون ريال برازيلي في تهم التشهير بعد اتهام الموسيقي كايتانو فيلوسو بارتكاب جرائم جنسية ضد الأطفال.

### التأثير على بولسونارو
أصبح كارفالو أحد أكثر الأفراد نفوذًا خلال إدارة جايير بولسونارو. وفقًا لأحد الروايات، اهتم بولسونارو بأفكار كارفالو في عام 2013. في عام 2014، بدأ بولسونارو وكارفالو في بث محادثات الفيديو المباشرة عبر قنوات يوتيوب المحافظة سياسيًا. في عام 2017، صوِر كارفالو على أنه «مفكر» لبولسونارو، وهو اللقب الذي رفضه.
اعتقد كارفالو أن فورو دي ساو باولو «هي أكبر منظمة سياسية وجدت على الإطلاق في أمريكا اللاتينية وهي بلا شك واحدة من أكبر المنظمات في العالم». كان فرناندو حداد من حزب العمال منافسًا لبولسونارو، العضو في فورو دي ساو باولو. قبل وقت قصير من الانتخابات، شارك أولافو معلومات كاذبة مفادها أن كتابًا كتبه فرناندو حداد، خصم جايير بولسونارو خلال الانتخابات العامة البرازيلية 2018، يروج لسفاح القربى.
في أول خطاب مباشر له على فيسبوك بعد انتخابه، صوِر بولسونارو بجوار أحد الكتب التي كتبها كارفالو، فيما فُسر على أنه علامة على تأثيره على الرئيس المنتخب حديثًا. ادعى الصحفيون الذين يكتبون في إل باييس وفولها، على التوالي، أن كارفالو أثر على ترشيح وزيرين بارزين من قبل بولسونارو: ريكاردو فيليز رودريغيز (التعليم) وإرنستو أرايجو (الشؤون الخارجية). قدم ليوناردو ساكاموتو، الذي يكتب لموقع يو أو إل (يونفريس أونلاين)، هذه الادعاءات، لكنه أكد على مسؤولية بولسونارو تجاه هؤلاء الوزراء.
في نوفمبر 2018، بعد الانتخابات الرئاسية البرازيلية، أعلن كارفالو عن قبوله دور السفير البرازيلي لدى الولايات المتحدة إذا رشحه الرئيس المنتخب جايير بولسونارو. ومع ذلك، في فبراير 2019، اشتبك كارفالو مع بعض الشخصيات الرئيسية في إدارة بولسونارو، من بينهم نائب الرئيس، هاميلتون موراو، الذي اتهمه بأنه «خائن وأحمق، ومؤيد للإجهاض، ومؤيد لنزع السلاح، ومؤيد لنيكولاس مادورو».
في 17 مارس 2019، انتقد كارفالو وجود أفراد عسكريين في إدارة بولسونارو، قائلًا: « لم يختر مئتي جنرال. اختاره مئتي جنرال. هؤلاء يريدون إعادة نظام 1964 في إطار ديمقراطي. إنهم يحكمون ويستخدمون بولسونارو كواقٍ. لا أقول أن هذا هو الواقع، بل هذا ما يريدونه. قال موراو إنهم سيعودون إلى السلطة بشكل ديمقراطي. إذا لم يكن انقلابًا، فهو عقلية انقلابية».
في عام 2020، بدأت منظمة عمالقة نائمون حملة لتقليل تأثيره على السياسة البرازيلية، وإقناع المعلنين بإزالة مشترياتهم الإعلامية من جريدته على الإنترنت وقناته على يوتيوب. أدى ذلك إلى اتخاذ بيبال قرارًا بإلغاء عقدها مع كارفالو، وإزالة خدماتها من ندواته عبر الإنترنت، بحجة انتهاك شروط الاستخدام.
انتقد كارفالو بولسونارو في أشهره الأخيرة واتهمه بالفشل في صد الشيوعية.               

## معلومات مضللة
نشر كارفالو أخبارًا مزيفة ومعلومات كاذبة حول مواضيع مختلفة.

### خدعة محلي البيبسي
ساعد كارفالو في نشر خدعة بيبسي باستخدام خلايا من الأجنة المجهضة لتحلية المشروبات الغازية.

### تغير المناخ
ادعى كارفالو أن ظاهرة الاحتباس الحراري هي خدعة أنتجتها مؤامرة.

### الصحة
في منشور له على تويتر عام 2016، ادعى كارفالو أن «اللقاحات إما تقتلك أو تدفعك إلى الجنون. لا تُطعِم أطفالك أبدًا».
نشر نظرية مؤامرة مفادها أن الإيدز لا يشكل خطرًا على المثليين جنسيًا.
في 22 مارس 2020، خلال جائحة كوفيد-19، وهو مرض يسببه فيروس سارس-كوف-2، أكد في بث مباشر على موقع يوتيوب أنه لا توجد حالة وفاة مؤكدة بسبب الفيروس في العالم وأن الوباء مُخترع، و«أكبر تلاعب بالرأي العام حدث على الإطلاق في تاريخ البشرية». في ذلك التاريخ، وبحسب منظمة الصحة العالمية، كان هناك أكثر من 294 ألف حالة إصابة بالمرض و12784 حالة وفاة بسببه. وكثيرًا ما استخف بالوباء ووصفه بأنه «فيروس مورونوا»، حتى بعد أن قتل أكثر من 200 ألف برازيلي. ألقت ابنته هيلويزا باللوم على مثل هذه التصريحات لأنها أخرت البرازيل في شراء لقاحات كوفيد-19.